# Västra Värends domsagas valkrets
Västra Värends domsagas valkrets (fram till 1887 benämnd Allbo härads valkrets), var vid riksdagsvalen till andra kammaren 1866–1908 en egen valkrets med ett mandat.  Vid riksdagsvalet 1911 avskaffades valkretsen och uppgick i den då nybildade Kronobergs läns västra valkrets.

## Riksdagsmän
- Anders Medin, lmp (1867–18/12 1870)
- Carl Magni (1871–1883)
- Johan Pettersson (1884–1887)
- Magnus Andersson, nya lmp 1888–1894, lmp 1895–1905 (1888–1905)
- Peter Magnus Olsson, lmp (1906–1911)

## Valresultat

### 1896
| Andrakammarvalet i Sverige 1896: Västra Värends domsagas valkrets | Andrakammarvalet i Sverige 1896: Västra Värends domsagas valkrets | Andrakammarvalet i Sverige 1896: Västra Värends domsagas valkrets | Andrakammarvalet i Sverige 1896: Västra Värends domsagas valkrets | Andrakammarvalet i Sverige 1896: Västra Värends domsagas valkrets |
| Kandidat                                                          | Kandidat                                                          | Röster                                                            | Röster                                                            | Röster                                                            |
| Kandidat                                                          | Kandidat                                                          | Antal                                                             | %                                                                 | +− %                                                              |
| ----------------------------------------------------------------- | ----------------------------------------------------------------- | ----------------------------------------------------------------- | ----------------------------------------------------------------- | ----------------------------------------------------------------- |
|                                                                   | Magnus Andersson                                                  | 471                                                               | 59,6                                                              |                                                                   |
|                                                                   | Närmaste kandidat                                                 | 247                                                               | 31,3                                                              |                                                                   |
|                                                                   | Övriga kandidater                                                 | 72                                                                | 9,1                                                               | —                                                                 |
| Antal giltiga röster                                              | Antal giltiga röster                                              | 790                                                               |                                                                   |                                                                   |
| Kasserade röster                                                  | Kasserade röster                                                  | 3                                                                 |                                                                   |                                                                   |
| Totalt                                                            | Totalt                                                            | 793                                                               |                                                                   |                                                                   |

### 1899
| Andrakammarvalet i Sverige 1899: Västra Värends domsagas valkrets | Andrakammarvalet i Sverige 1899: Västra Värends domsagas valkrets | Andrakammarvalet i Sverige 1899: Västra Värends domsagas valkrets | Andrakammarvalet i Sverige 1899: Västra Värends domsagas valkrets | Andrakammarvalet i Sverige 1899: Västra Värends domsagas valkrets |
| Kandidat                                                          | Kandidat                                                          | Röster                                                            | Röster                                                            | Röster                                                            |
| Kandidat                                                          | Kandidat                                                          | Antal                                                             | %                                                                 | +− %                                                              |
| ----------------------------------------------------------------- | ----------------------------------------------------------------- | ----------------------------------------------------------------- | ----------------------------------------------------------------- | ----------------------------------------------------------------- |
|                                                                   | Magnus Andersson                                                  | 329                                                               | 71,2                                                              | ▲11,6                                                             |
|                                                                   | Aaby Ericsson                                                     | 78                                                                | 16,9                                                              |                                                                   |
|                                                                   | Övriga kandidater                                                 | 55                                                                | 11,9                                                              | —                                                                 |
| Antal giltiga röster                                              | Antal giltiga röster                                              | 462                                                               |                                                                   |                                                                   |
| Kasserade röster                                                  | Kasserade röster                                                  | 0                                                                 |                                                                   |                                                                   |
| Totalt                                                            | Totalt                                                            | 462                                                               |                                                                   |                                                                   |

### 1902
| Andrakammarvalet i Sverige 1902: Västra Värends domsagas valkrets | Andrakammarvalet i Sverige 1902: Västra Värends domsagas valkrets | Andrakammarvalet i Sverige 1902: Västra Värends domsagas valkrets | Andrakammarvalet i Sverige 1902: Västra Värends domsagas valkrets | Andrakammarvalet i Sverige 1902: Västra Värends domsagas valkrets |
| Kandidat                                                          | Kandidat                                                          | Röster                                                            | Röster                                                            | Röster                                                            |
| Kandidat                                                          | Kandidat                                                          | Antal                                                             | %                                                                 | +− %                                                              |
| ----------------------------------------------------------------- | ----------------------------------------------------------------- | ----------------------------------------------------------------- | ----------------------------------------------------------------- | ----------------------------------------------------------------- |
|                                                                   | Magnus Andersson                                                  | 699                                                               | 78,7                                                              | ▲7,5                                                              |
|                                                                   | Närmaste kandidat                                                 | 175                                                               | 19,7                                                              |                                                                   |
|                                                                   | Övriga kandidater                                                 | 14                                                                | 1,6                                                               | —                                                                 |
| Antal giltiga röster                                              | Antal giltiga röster                                              | 888                                                               |                                                                   |                                                                   |
| Kasserade röster                                                  | Kasserade röster                                                  | 7                                                                 |                                                                   |                                                                   |
| Totalt                                                            | Totalt                                                            | 895                                                               |                                                                   |                                                                   |

### 1905
| Andrakammarvalet i Sverige 1905: Västra Värends domsagas valkrets | Andrakammarvalet i Sverige 1905: Västra Värends domsagas valkrets | Andrakammarvalet i Sverige 1905: Västra Värends domsagas valkrets | Andrakammarvalet i Sverige 1905: Västra Värends domsagas valkrets | Andrakammarvalet i Sverige 1905: Västra Värends domsagas valkrets |
| Kandidat                                                          | Kandidat                                                          | Röster                                                            | Röster                                                            | Röster                                                            |
| Kandidat                                                          | Kandidat                                                          | Antal                                                             | %                                                                 | +− %                                                              |
| ----------------------------------------------------------------- | ----------------------------------------------------------------- | ----------------------------------------------------------------- | ----------------------------------------------------------------- | ----------------------------------------------------------------- |
|                                                                   | Peter Magnus Olsson                                               | 890                                                               | 78,6                                                              |                                                                   |
|                                                                   | P. Borgh i Lekeryd                                                | 226                                                               | 20,0                                                              |                                                                   |
|                                                                   | Övriga kandidater                                                 | 16                                                                | 1,4                                                               | —                                                                 |
| Antal giltiga röster                                              | Antal giltiga röster                                              | 1 132                                                             |                                                                   |                                                                   |
| Kasserade röster                                                  | Kasserade röster                                                  | 6                                                                 |                                                                   |                                                                   |
| Totalt                                                            | Totalt                                                            | 1 138                                                             |                                                                   |                                                                   |

### 1908
| Andrakammarvalet i Sverige 1908: Västra Värends domsagas valkrets | Andrakammarvalet i Sverige 1908: Västra Värends domsagas valkrets | Andrakammarvalet i Sverige 1908: Västra Värends domsagas valkrets | Andrakammarvalet i Sverige 1908: Västra Värends domsagas valkrets | Andrakammarvalet i Sverige 1908: Västra Värends domsagas valkrets |
| Kandidat                                                          | Kandidat                                                          | Röster                                                            | Röster                                                            | Röster                                                            |
| Kandidat                                                          | Kandidat                                                          | Antal                                                             | %                                                                 | +− %                                                              |
| ----------------------------------------------------------------- | ----------------------------------------------------------------- | ----------------------------------------------------------------- | ----------------------------------------------------------------- | ----------------------------------------------------------------- |
|                                                                   | Peter Magnus Olsson                                               | 1 395                                                             | 84,3                                                              | ▲5,7                                                              |
|                                                                   | Peter Magnus Hjertsson (frisinnad)                                | 248                                                               | 15,0                                                              |                                                                   |
|                                                                   | Övriga kandidater                                                 | 11                                                                | 0,7                                                               | —                                                                 |
| Antal giltiga röster                                              | Antal giltiga röster                                              | 1 654                                                             |                                                                   |                                                                   |
| Kasserade röster                                                  | Kasserade röster                                                  | 7                                                                 |                                                                   |                                                                   |
| Totalt                                                            | Totalt                                                            | 1 661                                                             |                                                                   |                                                                   |